# Cours-les-Barres
Cours-les-Barres és un municipi francès, situat al departament de Cher i a la regió de Centre – Vall del Loira. L'any 2007 tenia 1.106 habitants.

## Demografia

### Població
El 2007 la població de fet de Cours-les-Barres era de 1.106 persones. Hi havia 434 famílies, de les quals 106 eren unipersonals (57 homes vivint sols i 49 dones vivint soles), 138 parelles sense fills, 154 parelles amb fills i 36 famílies monoparentals amb fills.
La població ha evolucionat segons el següent gràfic:
Habitants censats

### Habitatges
El 2007 hi havia 504 habitatges, 451 eren l'habitatge principal de la família, 22 eren segones residències i 32 estaven desocupats. 499 eren cases i 3 eren apartaments. Dels 451 habitatges principals, 375 estaven ocupats pels seus propietaris, 66 estaven llogats i ocupats pels llogaters i 10 estaven cedits a títol gratuït; 4 tenien una cambra, 17 en tenien dues, 72 en tenien tres, 134 en tenien quatre i 224 en tenien cinc o més. 349 habitatges disposaven pel capbaix d'una plaça de pàrquing. A 156 habitatges hi havia un automòbil i a 267 n'hi havia dos o més.

### Piràmide de població
La piràmide de població per edats i sexe el 2009 era:
| Homes | Edats   | Dones |
| ----- | ------- | ----- |
| 0     | 95 o +  | 0     |
| 4     | 90 a 94 | 4     |
| 4     | 85 a 89 | 8     |
| 8     | 80 a 84 | 0     |
| 0     | 75 a 79 | 8     |
| 20    | 70 a 74 | 8     |
| 36    | 65 a 69 | 20    |
| 32    | 60 a 64 | 28    |
| 12    | 55 a 59 | 24    |
| 32    | 50 a 54 | 36    |
| 56    | 45 a 49 | 48    |
| 56    | 40 a 44 | 64    |
| 48    | 35 a 39 | 40    |
| 28    | 30 a 34 | 52    |
| 28    | 25 a 29 | 16    |
| 16    | 20 a 24 | 16    |
| 56    | 15 a 19 | 52    |
| 60    | 10 a 14 | 52    |
| 44    | 5 a 9   | 20    |
| 28    | 0 a 4   | 24    |

## Economia
El 2007 la població en edat de treballar era de 747 persones, 567 eren actives i 180 eren inactives. De les 567 persones actives 526 estaven ocupades (276 homes i 250 dones) i 40 estaven aturades (16 homes i 24 dones). De les 180 persones inactives 79 estaven jubilades, 49 estaven estudiant i 52 estaven classificades com a «altres inactius».

### Ingressos
El 2009 a Cours-les-Barres hi havia 444 unitats fiscals que integraven 1.122 persones, la mediana anual d'ingressos fiscals per persona era de 18.853 €.

### Activitats econòmiques
Dels 23 establiments que hi havia el 2007, 1 era d'una empresa alimentària, 1 d'una empresa de fabricació d'altres productes industrials, 6 d'empreses de construcció, 3 d'empreses de comerç i reparació d'automòbils, 1 d'una empresa de transport, 5 d'empreses d'hostatgeria i restauració, 1 d'una empresa immobiliària, 3 d'empreses de serveis, 1 d'una entitat de l'administració pública i 1 d'una empresa classificada com a «altres activitats de serveis».
Dels 12 establiments de servei als particulars que hi havia el 2009, 1 era un taller de reparació d'automòbils i de material agrícola, 1 autoescola, 2 paletes, 1 guixaire pintor, 1 fusteria, 1 lampisteria, 1 electricista i 4 restaurants.
Dels 3 establiments comercials que hi havia el 2009, 1 era una botiga de més de 120 m², 1 una botiga de menys de 120 m² i 1 una sabateria.
L'any 2000 a Cours-les-Barres hi havia 11 explotacions agrícoles que ocupaven un total de 1.080 hectàrees.

## Equipaments sanitaris i escolars
El 2009 hi havia una escola elemental.

## Poblacions més properes
El següent diagrama mostra les poblacions més properes.